# Jindřiška Rettigová
Jindřiška Rettigová, křtěná Henrieta Anna Joanna (10. června 1813, Přelouč – 14. září 1854, Mnichov), byla česká operní pěvkyně a sopranistka. V zahraničí je známá pod jménem Henriette Rettich.

## Život
Narodila se v rodině českých buditelů Magdaleny Dobromily Rettigové a Jana Aloise Sudiprava Rettiga. Otec zastával jako právník funkci radního v několika městech. Rodina tak pobývala v Přelouči, Ústí nad Orlicí, Rychnově nad Kněžnou a v Litomyšli.

### Činnost
V roce 1834 vstoupila do souboru Stavovského divadla v Praze, kde zůstala až do roku 1839. Úspěch zaznamenala rolí Lidušky na premiéře (1834) hry Fidlovačka. Po krátkém působení ve Vídni se přesunula do Štýrského Hradce. Od roku 1841 byla členkou Královské bavorské dvorní opery v Mnichově. Roku 1844 hostovala na scéně pražského Stavovského divadla v rolích italského repertoáru.
Její hlas byl vysoce hodnocen pro svou barvu, lehkost a přitom dobrou technickou vybavenost.
Zemřela v roce 1854 při epidemii cholery.